# Bandiera dell'Oblast' di Belgorod
La bandiera dell'Oblast' di Belgorod è stata adottata nel maggio 2005.

## Descrizione
La bandiera è rettangolare, di proporzioni 2:3. La bandiera consiste in una croce blu che divide la bandiera in quattro rettangoli (in ordine da sinistra), bianco, verde, rosso e nero. Il rettangolo bianco è ornato con lo stemma di Belgorod, consistente in un leone adagiato e in un'aquila ad ali dispiegate sopra di esso.